# Subcontratación

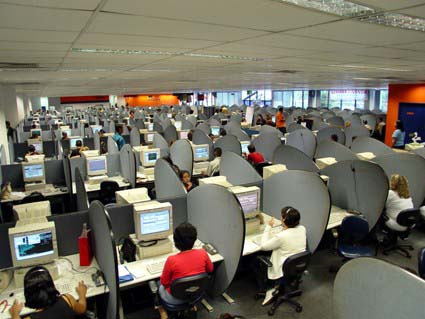
Un call center en un país hispano.

La subcontratación, externalización o tercerización (del neologismo outsourcing en inglés) es un acuerdo por el que una empresa contrata a otra para que se encargue de una actividad prevista o existente que se realiza o podría realizarse internamente y, en ocasiones, implica la transferencia de empleados y activos de una empresa a otra.
Para ello, la empresa subcontratista puede disponer solo del personal (mientras las instalaciones, el hardware, el software y los demás recursos corren a cargo del cliente) o puede disponer tanto del personal como de los recursos. Por ejemplo, una empresa dedicada a las demoliciones puede subcontratar a otra dedicada a la evacuación de residuos para que se deshaga de los escombros; o una empresa de transporte de materiales puede subcontratar a una empresa especializada en su empaquetamiento. La deslocalización industrial y el nearshore implican la transferencia de empleos a otros países al subcontratar servicios con empresas extranjeras, o bien estableciendo una base en sitios fuera del país.

## Síntesis
Por subcontratación se define la gestión o la ejecución permanente de una función empresarial por un proveedor externo de servicios. La empresa subcontratante deberá transferir parte del control administrativo y operacional a la empresa subcontratada, de tal modo que ésta pueda realizar su trabajo apartada de la relación normal de la empresa subcontratante y sus clientes. La subcontratación también implica un considerable grado de intercambio bidireccional de información, coordinación y confianza.el empleado sera trasladado de una empresa a otra,mientras que la empresa asumira los riesgos que esta puede llevar acabo mientras el transcurso de si misma
Las organizaciones que ofrecen estos servicios creen que la subcontratación requiere la cesión de la responsabilidad corporativa para gestionar una porción del negocio. En teoría, esta porción no debería ser crítica para el funcionamiento de la empresa, pero la práctica indica lo contrario a menudo. Muchas compañías eligen a empresas especializadas en la subcontratación para encargarse de áreas como la informática, los recursos humanos, la administración de activos e inmuebles y la contabilidad. Muchas empresas también subcontratan el soporte técnico al usuario y la gestión de llamadas telefónicas, manufactura e ingeniería. En resumen, la subcontratación está caracterizada por la especialización no intrínseca al núcleo de la organización contratante.
Los costes generales del servicio son comúnmente menores si son subcontratados, permitiendo a muchas empresas cerrar sus propios departamentos de atención al cliente y externalizarlos a terceras empresas. La consecuencia habitual de estas decisiones es la subcontratación de empresas en países con menores costes laborales, tendencia frecuentemente llamada deslocalización. Debido a esta demanda, los centros telefónicos de atención al cliente se han multiplicado en India, Pakistán, Filipinas, Chile, Uruguay, Canadá e incluso el Caribe. Muchas compañías de telecomunicación se han labrado mala fama por recurrir a esto para sus servicios técnicos, y una queja recurrente implica a posibles problemas de comunicación entre los clientes y la plantilla sustituta.

## Tipos de subcontratación
Un término relacionado es el de la externalización de tareas (out-tasking): delegar una porción estrictamente delimitada del negocio a otro negocio, típicamente mediante un contrato anual o incluso de menor duración. Esto normalmente implica una gestión continua directa o indirecta, de la toma de decisiones, del contratante.
La palabra «subcontratación» empezó a ser conocida ampliamente debido al crecimiento del número de empresas de tecnología en los primeros años 1990 que no eran lo suficientemente grandes para mantener departamentos propios de atención al cliente. En algunos casos estas compañías han contratado escritores técnicos para simplificar las instrucciones de uso de sus productos, ordenar los puntos clave de la información; además, han contactado con empresas de trabajo temporal para buscar, formar y contratar a trabajadores poco cualificados que respondan las llamadas. Estos empleados trabajaban en centralitas telefónicas donde la información necesaria para asistir a los clientes estaba disponible en un sistema informático. En muchas ocasiones, los trabajadores no estaban autorizados para decirle al cliente que no trabajaban directamente para la compañía original. En algunos casos, ni siquiera podían identificarse con su nombre real.

## Críticas recibidas
Las opiniones en contra de la subcontratación están basada en tres percepciones económicas fundamentales:
- Los trabajadores subcontratados no son empleados pagados de la empresa que de hecho presta el servicio, por lo cual no tienen un incentivo de lealtad hacia ésta.
- Normalmente se contrata a los trabajadores con contrato de obra, a pesar de que la tarea realizada suele ser continua. Dada la precariedad total producida y el abuso que se suele dar de esta figura contractual, a veces incluso para realizar despidos arbitrarios, es normal la "huida" de los trabajadores si encuentran un empleo de mayor calidad, con lo cual la calidad del servicio se suele resentir.
- La subcontratación (especialmente seguida de la externalización o la deslocalización) elimina puestos de trabajo.[6]
- La temporalidad, la subcontratación y el empeoramiento de las condiciones de trabajo están repercutiendo en un descenso de la salud laboral.[7]

Varios casos de fraude o robo de identidad por parte de empleados de empresas subcontratadas contra clientes de las empresas subcontratantes (Intel y Citibank en 2005) vienen a dar apoyo al primer punto. Esto está afianzado en el hecho que no hay un motivo real, más allá de la ética empresarial, por el cual una misma empresa no pueda prestar servicios a dos empresas subcontratantes, rivales entre sí, a la vez. Esto se da especialmente en el caso de empresas que operan en un marco legal privilegiado o en un monopolio natural (por ejemplo, el tratamiento de basuras).
Es cierto que en muchos casos el nivel de los servicios prestados al subcontratar sufre una fuerte baja. Los defensores de este modelo argumentan que, si esto fuera cierto, el sistema de mercado se encargaría de forzar a la empresa subcontratante a buscar una mejor alternativa, pero este argumento no es procedente pues no existe una relación de causa-efecto entre la ejecución de los procesos de soporte técnico para un producto adquirido y el grado de satisfacción del consumidor al momento de la compra: en general los consumidores no perciben el soporte y mantenimiento como parte del costo final de un producto o servicio. Desde este punto de vista la subcontratación empeora la situación de los consumidores en cuando a la expectativa de adquirir un producto (como los casos del soporte telefónico de AT&T en los últimos años).
La subcontratación hace menos deseables los puestos que son reemplazados y menos valiosos económicamente los puestos subcontratados. Cuando la subcontratación es paliada con la reconversión de empleos, por ejemplo, algunos de los trabajadores afectados tienen un nivel educativo alto y pueden tener un título universitario y maestría. La reconversión a otro campo puede no ser una opción tras años de estudio y el coste que ello hubiera implicado. También hay pocos incentivos ya que los puestos de trabajo destino pueden ser susceptibles de subcontrata.

### Legislación en derechos laborales
La década de los ochenta fue escenario de mudanzas trascendentales en aspectos que van más allá de la mera apertura comercial. Muestra de ello son las reformas en las legislaciones laborales que habían dejado al descubierto las garantías de acceso a seguridad social por parte de los trabajadores ante el crecimiento exorbitante de las concesiones a las grandes empresas privadas. Muestra de ello es el surgimiento de nuevas formas de empleo como la “subcontratación” u outsourcing, cuyo objetivo por parte de las empresas es abaratar los costes de producción.  Esta tendencia, aunque no es ilegal, se ve reflejada en el porcentaje de asalariados dentro del sector formal de la economía que carecen de acceso a programas de seguridad social y pleno goce de sus derechos laborales.
La naturaleza jurídica del outsourcing es la de un contrato, concebido como el “acuerdo de voluntades, mediante el cual una empresa cliente encarga al outsourcer la prestación de servicios especializados, en forma autónoma y duradera, que le permitirá la realización de su core business”.
En este sentido, sus características estructurales son:
- Contrato nominado: Su nomen juris más utilizado es outsourcing.
- Contrato atípico: Fuera de lo común.
- Contrato de organización: Supone la redefinición de la estructura organizativa de la empresa cliente.
- Contrato de duración: Las prestaciones se extienden en el tiempo.
- Contrato de resultados: El outsourcer suele estar obligado a conseguir los resultados que inicialmente planteó la empresa cliente (como metas cuantificables en el mercado).
- Contrato principal: Goza de autonomía y está acompañado de otros contratos, que son accesorios a él.
- Contrato consensual: Al ser atípico, no existe solemnidad alguna para su celebración, siendo suficiente el acuerdo de voluntades de las partes contratantes.

A raíz de la presencia del outsourcing, se ha privilegiado la creación de diversos modelos de relaciones laborales, los cuales han dejado de lado la relación tradicional entre patrón y trabajador.
Estas nuevas formas son:
- La subcontratación, “mediante la cual una empresa confía a otra (física o jurídica) el suministro de bienes o servicios, y esta última se compromete a llevar a cabo el trabajo por su cuenta y riesgo, y con sus propios recursos financieros, materiales y humanos”
- La intermediación laboral, la cual “consiste en la interposición de un empleador aparente entre el trabajador y el verdadero usuario o beneficiario de su trabajo. El intermediario se limita a proporcionar trabajadores a la empresa principal, usuaria o beneficiaria final de la labor. El tercero interpuesto no es una empresa con estructura propia y especialización real, sino un empleador supuesto de los trabajadores que en realidad sirven al principal”

Existen tres niveles de intermediación:
1. Mera intermediación, la cual se realiza por las agencias de colocación, mismas que solo fungen como el contacto entre quien busca empleo y quien necesita al trabajador, pero sin permanecer en la relación de trabajo. En este tipo de intermediación se conserva una relación de trabajo bilateral, no triangular.
2. La interposición, en la cual el intermediario, además de ser el contacto entre el empleador y el empleado, permanece dentro de la relación de trabajo como supuesto empleador.
3. Suministro de mano de obra temporal, el cual se lleva a cabo por empresas de trabajo temporal, que emplean trabajadores para ponerlos a disposición de una empresa usuaria, la cual determinará sus tareas y supervisará su ejecución. En este sentido “sólo puede considerarse tercerización en un sentido amplio ya que, si bien el trabajador suministrado es formalmente externo a la empresa, no cumple una actividad externalizada: la actividad es propia de la empresa principal y permanece en su órbita. La empresa suministradora sólo tiene una intervención secundaria al limitarse a poner a disposición de la empresa principal el personal demandado, luego de una selección, y al pago de los salarios (que en definitiva los paga por cuenta de la empresa cliente)”
4. Utilización de trabajadores autónomos/independientes, mediante la cual los trabajadores realizan tareas o ventas simultáneamente para múltiples empresas y personas que componen su clientela. “Estos mecanismos tienden a excluir al trabajador del ámbito de aplicación y protección del Derecho del trabajo, haciéndole aparecer como si fuera un trabajador independiente o un pequeño empresario”

Aunque el principio, establecido por ley, de la irrenunciabilidad de derechos laborales está presente en casi todos los países, este ha sido insuficiente para detener esta tendencia.  Graciela Bensusan Profesora-Investigadora en UAM – Xochimilco en 2007, atribuye este acontecimiento a una desigual combinación  de menor fiscalización y debilidad de los sindicatos en los países latinoamericanos que realizaron reformas laborales, facilitando la proliferación de formas atípicas de contratación. Paralelamente, aumentó el número de trabajadores excluidos de la protección legal al crecer la informalidad en sus diversas manifestaciones.
Diversas investigaciones al respecto ubican uno de los focos del problema en los mecanismos de vigilancia y su aplicación. De acuerdo con Bensusan, estas estrategias de fiscalización no han acompañado la mayor movilidad y precariedad laboral, aunado al debilitamiento sindical. En ese sentido, existe una fuerte presión para el Estado que radica en las contradicciones que el contexto político y económico presenta. Por un lado, se registró una menor fiscalización en condiciones de crisis económica con la finalidad de evitar la pérdida de empleos y por otro lado, los gobiernos prefieren mejorar su imagen atrayendo inversiones para generar trabajo, mismo que estos no garanticen la seguridad social de los empleados.
Podemos advertir que tipos de contratación como los citados, derivadas del outsourcing, generan graves consecuencias por limitar el acceso a la seguridad social de sus trabajadores. Y al ser  el trabajo un elemento indispensable para el desarrollo personal,  la seguridad social en el trabajo se constituye como un derecho fundamental para los individuos, el cual debe ser prioridad para nuestro gobierno y sus autoridades.
De esta manera quedan expuestas, de forma sucinta, algunos de los desafíos en materia de legislación laboral que los Estados confrontan ante los cambios que la globalización y la apertura de mercados traen consigo.

## Legislación en México
En la Constitución Política de los Estados Unidos Mexicanos, los derechos laborales están protegidos en marco del artículo 123, referente al Trabajo y Previsión social, después de la primera Ley del Trabajo promulgada por Pascual Ortiz Rubio en 1932, dando origen a la Ley Federal del Trabajo de 1970.
Originalmente en esta Ley, la figura de subcontratación no estaba contemplada como régimen laboral en la ley. Sin embargo, se consideraba la intermediación como una forma de “intervención en la contratación para la prestación de servicios”. Siendo reguladas en los artículos 11, 12, 13, 14 y 15 de a LFT.
Hacia las Reformas del 2012.
No fue hasta el Tratado de Libre Comercio de América del Norte en 1994, que México se incorporó al mundo globalizado: el discurso capitalista lo manejó como un mercado abierto con capacidad de acceder a grandes flujos internacionales, así como de inversión extranjera pública y privada. Con la entrada en vigor del TLCAN se retoman 3 elementos fundamentales para la implementación de estrategias que ayudarían a profundizar la precarización a través de cambios sustanciales en el área laboral, a través de estos elementos en México como en Estados Unidos se priorizó el sector empresarial y bancario. Los 3 elementos a considerar son:
La competitividad: Los bajos costos de la mano de obra a cambio de una mayor productividad permiten a las empresas obtener mayores ganancias de forma “flexible”
La flexibilidad del trabajo: Entiéndase como la modificación o reestructuración del modelo laboral, específicamente encargada de cambiar los sistemas de formación de salario, la organización del trabajo y la jerarquía de las calificaciones. Otorga facilidades a las empresas de contratar personal (a cambio de la entrega de nóminas a compañías subcontratantes) y de despedirlos gracias a la “especialidad” de los trabajos en las que son contratados evitando la generación de antigüedad, prestaciones, entre otros derechos considerados básicos.
Externalización del Trabajo: A pesar de que este concepto es una definición muy simple de lo que es el Outsourcing, está presente dentro de otros regímenes de trabajo en los que aun existiendo una relación entre patrón-obrero, esta es debilitada y reduce las responsabilidades legales existentes.
En este sentido, no es de menor importancia remarcar el debilitamiento Constitucional de las garantías laborales enmarcadas en la Constitución Política de México y en la Ley Federal del Trabajo, resumiéndose en las reformas del 2012 con el impulso del Outsourcing como régimen de trabajo, acompañadas con la Reforma Laboral de Enrique Peña Nieto junto con el Pacto por México.
El presidente de México Felipe Calderón proponía una contrarreforma laboral de 665 modificaciones a la Ley Federal del Trabajo, éstas pretendían (según el resumen ejecutivo de la Reforma) actualizar el ordenamiento jurídico que “supuestamente” no correspondía con las condiciones sociales, económicas y demográficas del país.
Las banderas para estas iniciativas fueron el aumentar la competitividad y la flexibilidad económica que habían sido desacelerados en los últimos años de gobierno; “Se necesita la flexibilización de contratación, pero también la flexibilización para despedir trabajadores, sin que sea tan costoso para la empresas” afirmaba Agustín Carstens, gobernador del Banco de México. Dos de los tres elementos mencionados con anterioridad.
A pesar de que el Outsourcing ya existía antes de la reforma del 2012, la relación que existía entre intermediarios, patrones y trabajadores era clara: Ambos tenían responsabilidades legales y obligadas a cumplir con el artículo 15° de la LFT.
I. “La empresa beneficiaria será solidariamente responsable de las obligaciones contraídas con los trabajadores; y
II. Los trabajadores empleados en la ejecución de las obras o servicios tendrán derecho a disfrutar de condiciones de trabajo proporcionadas a las que disfruten los trabajadores que ejecuten trabajos similares en la empresa beneficiaria. Para determinar la proporción, se tomarán en consideración las diferencias que existan en los salarios mínimos que rijan en el área geográfica de aplicación en que se encuentren instaladas las empresas y las demás circunstancias que puedan influir en las condiciones de trabajo.”
Con la reforma del 2012, la responsabilidad recae en la empresa de servicios (outsourcer) y no en la empresa en la que se desenvuelven sus servicios (adquiere la figura de “responsable solidario”). Con esto la responsabilidad laboral y los mecanismos legales para denunciar las violaciones a los derechos de trabajadores son difusos. En primera instancia el outsourcer puede no estar registrado como persona moral y física y en segunda, la figura de “Responsable solidario” no garantiza la protección social del/la trabajador, debido a que no se responsabilizan de muchas de las acciones realizadas ya que incumplen con alguna de las fracciones del nuevo artículo 15° de la nueva LFT.
1. No puede ser general: el contratista no puede tener a su cargo trabajadores que se dediquen exclusivamente a trabajar en beneficio de contratantes.
2. El contratante solo puede recurrir a la subcontratación cuando necesite la realización de una actividad de carácter especializado. Por ejemplo, una cadena de restaurantes necesita traductores y sus empleados son cocineros, meseros, etc. Por lo cual, no puede recurrir a ellos. En este caso, la cadena de restaurantes podría subcontratar con un instituto de idiomas.
Además del incumplimiento de los derechos laborales esenciales, desbaratan el costo de la mano de obra al darle la figura de “trabajo especializado”, esto evita que las personas dentro de este régimen no sólo carezcan de un salario digno, sino que evita la generación de antigüedad laboral, prestaciones, seguros, etc. esto gracias a la flexibilización de los despidos en masa con la finalidad de no otorgar estos beneficios.
Esta rentabilidad a las empresas provocó el aumento de personal subcontratado, en el año 2009 el personal en este esquema era de 2 732 056, ahora es de 4 millones 600 mil, es decir, casi el doble. La práctica del outsourcing se ha incrementado un promedio de 5.5% cada año desde la entrada en vigor de la Reforma Laboral en 2012.
Enrique Peña Nieto, a través de la reforma se jactaba en sus últimos mensajes de gobierno “Sin duda, este ha sido el sexenio del empleo”, esa supuesta flexibilización laboral únicamente se encargaba de “construir la Superexplotación de la Fuerza de Trabajo con la actualización de los salarios, funciones, categorías, subcategorías, prestaciones sociales, costos laborales, sindicación, contratos colectivos de trabajo, flexibilidad y desregulación”.
Hacia la reforma de López Obrador.
Los posicionamientos tanto del Consejo Coordinador Empresarial como de la Confederación Patronal de Confederaciones de la República Mexicana son bastante similares al emitido por Monreal: La propuesta de Gómez Urrutia atenta contra el crecimiento de empleos (precarizados) y la competitividad empresarial. Sin embargo, las acciones de Ricardo Monreal no se limitan únicamente al freno de la mencionada iniciativa, sino que propone directamente una iniciativa nacida desde la misma cúpula empresarial en el Parlamento Abierto de Febrero, siendo la principal patrocinadora la empresa de Beyruti: GIN Group.
Esta propuesta fue analizada dentro de una “Mesa de Alto Nivel” compuesta por los 8 grupos parlamentarios, así como del sector empresarial, suplantando el análisis previo realizado por las comisiones de Trabajo y Previsión Social y Estudios Legislativos Segunda.
La propuesta de GIN Group proponía una legalización del outsourcing de forma completa, no se incluirían sanciones penales a quienes practicaran el “outsourcing ilegal” dándole alcance completo a las empresas de subcontratación de exprimir a su antojo a millones de personas como había sido propuesta por cúpulas empresariales originalmente.
Ricardo Monreal apenas unos meses después, en Junio de 2020, aseguraba los acuerdos políticos y económicos que permitieron el Fast-Track de la legislación para el T-MEC en el Congreso, el servicio que genera al capital nacional facilitando la extracción de plusvalor y de los recursos naturales del país apuntan hacia un grupo dentro del poder aún más grande, ambas agendas de precarización iban desligadas.
Reforma de López Obrador del 2021.
El 12 de Noviembre del 2020, el presidente Andrés Manuel López Obrador envió al Congreso de la Unión una propuesta para “eliminar el Outsourcing” como régimen laboral.
Esta reforma proponía erradicar la “subcontratación de personal”  y cambiar a una “subcontratación de servicios especializados”.  
Artículo 12.- Queda prohibida la subcontratación de personal, entendiéndose esta cuando una persona física o moral proporciona o pone a disposición trabajadores propios en beneficio de otra.
Las agencias de empleo o intermediarios que intervienen en el proceso de contratación de personal podrán participar en el reclutamiento, selección, entrenamiento y capacitación, entre otros. Estas no se considerarán patrones ya que este carácter lo tiene quien se beneficia de los servicios
Artículo 13.- Se permite la subcontratación de servicios especializados o de ejecución de obras especializadas que no formen parte del objeto social ni de la actividad económica preponderante de la beneficiaria de estos, siempre que el contratista esté registrado en el padrón público a que se refiere el artículo 15 de esta Ley. Los servicios u obras complementarias o compartidas prestadas entre empresas de un mismo grupo empresarial, también serán considerados como especializados siempre y cuando no formen parte del objeto social ni de la actividad económica preponderante de la empresa que los reciba. Se entenderá por grupo empresarial lo establecido en el artículo 2, fracción X de la Ley del Mercado de Valores.
De igual forma, la modificación al artículo 14, establece la necesaria formalización del objeto de servicios a través de un contrato, a diferencia del texto reformado que indicaba condiciones mínimas para la contratación de trabajadores desde los intermediarios.
| Texto Reformado | Texto Vigente (23 de Abril 2021) |
| Artículo 14.- Las personas que utilicen intermediarios para la contratación de trabajadores serán responsables de las obligaciones que deriven de esta Ley y de los servicios prestados. Los trabajadores tendrán los derechos siguientes: I. Prestarán sus servicios en las mismas condiciones de trabajo y tendrán los mismos derechos que correspondan a los trabajadores que ejecuten trabajos similares en la empresa o establecimiento; y II. Los intermediarios no podrán recibir ninguna retribución o comisión con cargo a los salarios de los trabajadores. | Artículo 14.- La subcontratación de servicios especializados o de ejecución de obras especializadas deberá formalizarse mediante contrato por escrito en el que se señale el objeto de los servicios a proporcionar o las obras a ejecutar, así como el número aproximado de trabajadores que participarán en el cumplimiento de dicho contrato. La persona física o moral que subcontrate servicios especializados o la ejecución de obras especializadas con una contratista que incumpla con las obligaciones que deriven de las relaciones con sus trabajadores, será responsable solidaria en relación con los trabajadores utilizados para dichas contrataciones. |

Para aclarar estas diferencias, se modificó radicalmente el artículo 15 de la LFT (modificada en 1998), para otorgar a las empresas de subcontratación de servicios especializados obligaciones con la Secretaría de Trabajo y Previsión Social.
Artículo 15.- Las personas físicas o morales que proporcionen los servicios de subcontratación, deberán contar con registro ante la Secretaría del Trabajo y Previsión Social. Para obtener el registro deberán acreditar estar al corriente de sus obligaciones fiscales y de seguridad social. El registro a que hace mención este artículo deberá ser renovado cada tres años. La Secretaría del Trabajo y Previsión Social deberá pronunciarse respecto de la solicitud de registro dentro de los veinte días posteriores a la recepción de la misma, de no hacerlo, los solicitantes podrán requerirla para que dicte la resolución correspondiente, dentro de los tres días siguientes a la presentación del requerimiento. Transcurrido dicho plazo sin que se notifique la resolución, se tendrá por efectuado el registro para los efectos legales a que dé lugar. La Secretaría del Trabajo y Previsión Social negará o cancelará en cualquier tiempo el registro de aquellas personas físicas o morales que no cumplan con los requisitos previstos por esta Ley.
Debido a que se elimina la figura de “subcontratación de personal” y cambia a “subcontratación de servicios especializados”, las disposiciones establecidas en los artículos 15-A, 15-B, 15-C y 15-D fueron derogadas,
Otras reformas sobre el Outsourcing.
A pesar de que en este artículo se habló únicamente de la Ley Federal del Trabajo y las reformas sobre el Outsourcing, diversas leyes tuvieron que ser modificadas para coordinar condiciones básicas para los/as trabajadoras, siendo las siguientes:
- Ley del Seguro Social
- Ley del Instituto del Fondo Nacional de la Vivienda para los Trabajadores
- Código Fiscal de la Federación
- Ley del Impuesto sobre la Renta
- Ley del Impuesto al Valor Agregado
- Ley Federal de los Trabajadores al Servicio del Estado, reglamentaria del Apartado B) del Artículo 123 Constitucional.

## Argumentos a favor
La opinión versada a favor de la subcontratación se basa en un solo objetivo: abaratar los costes de producción. Dado que la subcontratación es también una fuente de competencia, permite a las empresas obtener menores costos de producción subcontratando a empresas que ofrezcan la mejor calidad a un menor precio. En particular, la subcontratación bajo licitación permite exhibir y exponer las mejoras de calidad de los productos cuya cadena de producción ha sido descentralizada. Otros medios de subcontratación, como la subcontratación de primera oferta y la subcontratación inmediata (no licitada) pueden mejorar la calidad de los productos, ya que usualmente enlazan con empresas subcontratadas de renombre, pero pueden conducir a un aumento del costo para el consumidor final.
Incluso hoy en día muchas marcas informáticas en América Latina, utilizan la subcontratación para reducir costos de los productos, así lo han indicado los estudios de la ONU en su Comisión Económica para América Latina (CEPAL).[cita requerida]
Gran parte del poder de la subcontratación radica en liberar a la empresa subcontratante de un costo de departamento, considerado como costo fijo por ejemplo, la capacitación de empleados en un área específica, reemplazándolo por el costo de operar con una empresa donde estos costos ya se han asumido: una empresa que por ende está más especializada en esta área en cuestión, y que para efectos económicos opera como un "departamento" dentro de la empresa subcontratante. Para las empresas subcontratadas, este poder se traduce en aumentar el alcance de mercado y la especialización en la tarea a la mano. En el corto plazo este nuevo alcance de mercado suele generar nuevos empleos.
Para tener un ejemplo claro de las ventajas de la externalización de los procesos internos, analizando los gastos típicos de una empresa, vemos como actualmente las empresas dedican aproximadamente el 3 % de los ingresos anuales a la impresión y gestión de documentos. A través de una gestión coherente, se puede llegar a ahorrar el 30 % de los actuales costes de impresión y gestión de documentos.
Subcontratar este tipo de actividades relativas al proceso documental en una empresa (gestión, administración y control de documentos) puede llevar a:
- Reducción de los costes y del capital invertido.
- Utilización de las mejores prácticas y continua mejora de las mismas, gracias a la experiencia del proveedor del servicio subcontratado.
- Flexibilidad máxima con consecuente mejora de la productividad del negocio.[21]

### Apología
Una encuesta[¿cuál?] reciente entre economistas realizada por The Wall Street Journal reveló que solo el 16% creía que la subcontratación tenía un impacto significativo sobre el mercado laboral.[cita requerida]
Una crítica a la subcontratación consiste en que la calidad del producto se ve resentida. Pero las empresas contratantes tienen la libertad de devolver las competencias delegadas si los beneficios acaban perjudicados por la mala calidad. De hecho, muchas compañías estadounidenses, como Dell, han devuelto sus divisiones de atención al cliente a Estados Unidos tras una mala experiencia. La decisión de externalizar es como cualquier otra decisión corporativa en la que existe un componente de riesgo. Los detractores de la subcontratación hablan a menudo de sus fallos sin mencionar los casos en que tiene éxito.
La decisión de subcontratar es como la decisión de expandir el negocio al extranjero, incorporar nuevas tecnologías o contratar nuevos trabajadores. Si la compañía lo hace correctamente, redundará en mayores beneficios. Los defensores de la subcontratación creen que afirmar que provocará una menor calidad del producto no tiene sentido porque si fuera cierto la demanda del consumidor forzaría a las empresas a volver a gestionar los servicios delegados. Que grandes negocios subcontraten y continúen haciéndolo sugiere que en muchos casos sea beneficioso y que incremente la calidad del producto, rebaje sustancialmente los costes, o ambas cosas simultáneamente.
Algunos economistas[¿quién?] han argumentado que la subcontratación es una forma de innovación tecnológica análoga a las máquinas en la cadena de ensamblaje de automóviles. La empresa Ford confiaba fuertemente en los obreros para ensamblar los componentes. Hoy, estos obreros han sido sustituidos por máquinas porque son más baratas a largo plazo y generan productos de mejor calidad.